# カール・エドゥアルト・アイヒヴァルト

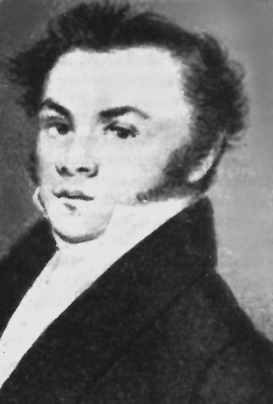
Karl Eduard Eichwald

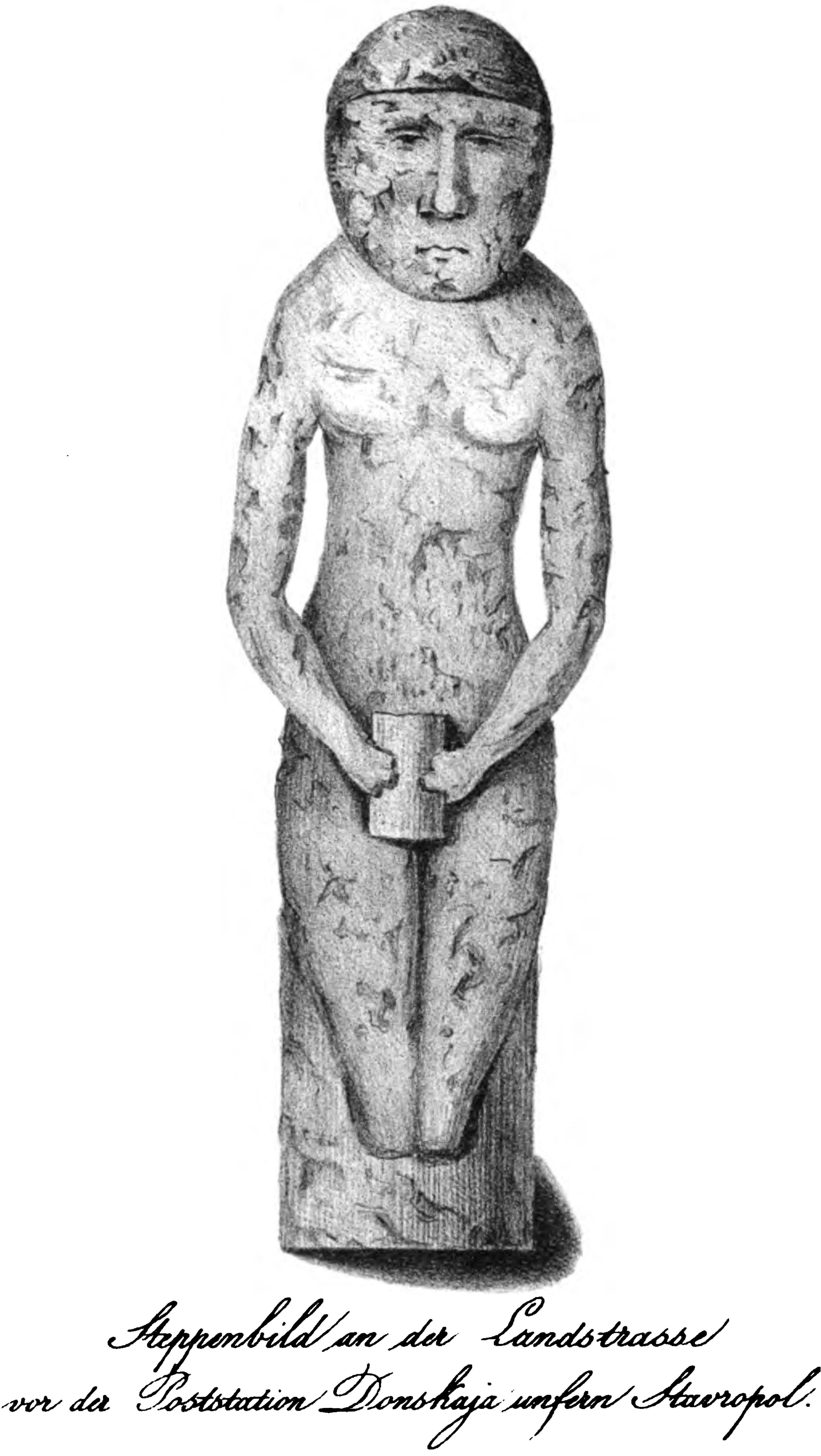
著書の画像、スタヴロポリから出土した遺物

カール・エドゥアルト・フォン・アイヒヴァルト（Karl Eduard von Eichwald、ロシア語名: Эдуард Иванович Эйхвальд, Eduard Iwanowitsch Eichwald、1795年7月4日 - 1876年11月4日（11月16日））はバルト・ドイツ人の博物学者である。

## 略歴
現在のラトビアの、イェルガヴァ（Mitau）に生まれた。ベルリン大学とウィーン大学で博物学を学び、1821年にドルパトで家庭教師をした後、1823年にカザンの学校で動物学と比較解剖学の教授となった。カザンからカスピ海沿岸やコーカサスの調査を行った。1827年に現在のリトアニアにあるヴィリニュス大学に移り、1832年に設立された、内科外科アカデミーの事務長を務めた。1837年にサンクトペテルブルクの医学校で動物学と鉱物学の教授に任じられた。
ロシア帝国における地球構造学（geognosy:地質学の誕生前の地形学、古生物学などの分野の呼称）や植物学、動物学の調査探検に深く関与した。1836年に北イタリアとスイスを1838年にエストニアからフィンランド、サンクトペテルブルク県やスカンジナビアを調査した。当初の関心は地質学分野にあったが、サンクトペテルブルク・アカデミーの古生物学の教授に任じられた後、ロシアの先史時代の遺物の研究に転じた。
1822年からドイツ科学アカデミーレオポルディーナの会員である。

## 著作
- Reise auf dem Kaspischen Meer und in den Kaukasus, unternommen in den Jahren 1825–26 (Stuttgart 1834-37, 2 Bde.)
- Alte Geographie des Kaspischen Meers, des Kaukasus und des südlichen Rußland (Berlin 1838)
- Mémoire sur les richesses minérales des provinces occidentales de la Russie (Wilna 1835)
- Über das silurische Schichtensystem von Estland (Petersburg 1840)
- Die Urwelt Rußlands (Petersburg 1840–47, 4 Hefte)
- Die Paläontologie Rußlands (Bd. 1, Petersburg 1851; franz., Stuttgart 1850)
- Analekten (Analekten (griech., "Aufgelesenes"), eine Sammlung auserlesener Stellen aus Schriftstellern, besonders Dichtern; dann auch s. v. w. Sammelschrift) aus der Paläontologie und Zoologie Rußlands (Moskau 1872)
- Geognostisch- paläontologische Bemerkungen über die Halbinsel Mangyshlak und die Aleutischen Inseln (Moskau 1872).